# Oliarus chiangi
Oliarus chiangi är en insektsart som beskrevs av Tsaur 1988. Oliarus chiangi ingår i släktet Oliarus och familjen kilstritar. Inga underarter finns listade i Catalogue of Life.